# Ли-он-Си
Ли-он-Си (англ. Leigh-on-Sea) — город в Англии, на юго-востоке графства Эссекс.
Впервые упоминается в 1086 г. под названием Легра (англ. Legra). Большую часть своей почти тысячелетней истории Ли-он-Си существовал как рыбацкий посёлок. Выгодное местонахождение близ устья Темзы способствовало развитию в Ли-он-Си порта, чья работа особенно оживилась после проведения железной дороги в 1851 г.

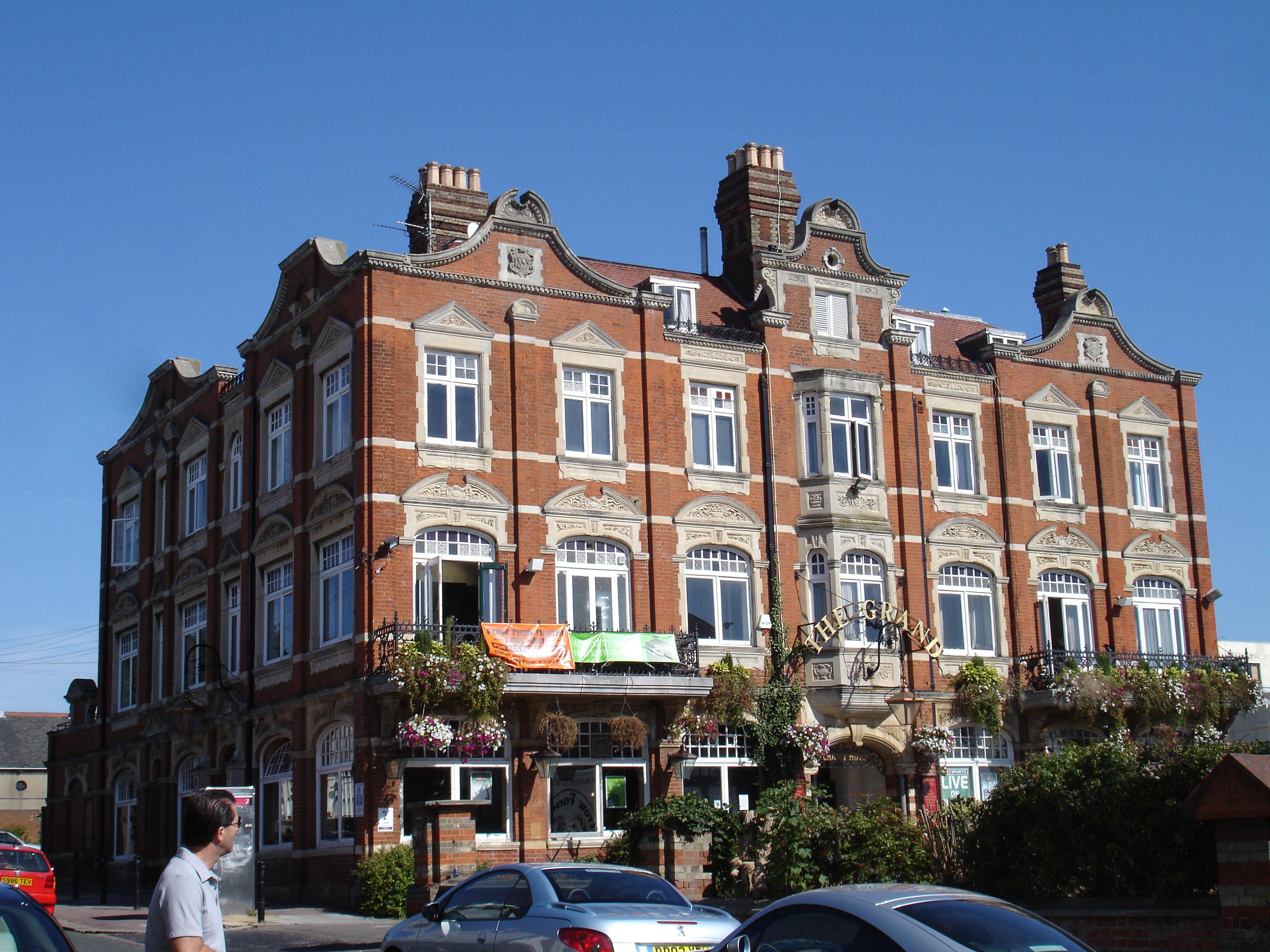
Отель в Ли-он-Си

Ли-он-Си известен также своей регатой и тем, что здесь родился знаменитый английский писатель Джон Фаулз.
В октябре 2021 года в церкви города убит депутат парламента Дэвид Эймисс.
Население — 20 737 человек (2005).